# Don Chisciotte alle nozze di Gamace
Don Chisciotte alle nozze di Gamace (dt. Don Chichotte auf der Hochzeit des Gamace) ist ein Divertimento teatrale in zwei Teilen von Antonio Salieri auf einen Text von Giovanni Gastone Boccherini (nach dem Roman Don Quijote von Miguel de Cervantes). Die Uraufführung fand am 6. Januar 1771 im Wiener Burgtheater statt.
In dieser Oper versuchten Salieri und Boccherini eine Mischform aus Opera buffa und Ballett zu kreieren. Die an sich recht kurze, einfache Handlung des Stückes sollte Gelegenheit zum Einschalten zahlreicher Tanzszenen und Balletteinlagen bieten, die von Jean Georges Noverre choreographiert wurden. Die Idee einer Verschmelzung der beiden Genres konnte sich jedoch in der Folge nicht durchsetzen, Oper und Ballett blieben auf der Wiener Bühne für lange Zeit getrennte Einheiten.
Die Ouvertüre hat Salieri viele Jahre später als Grundlage für das Vorspiel zu seiner komischen Oper Il mondo alla rovescia (UA 1795) verwendet und sie zu diesem Zweck – neben vielen formalen Änderungen – mit einem größeren Instrumentarium (u. a. zusätzliche Klarinetten, Trompeten und Pauken) versehen.